# Helsdingenia hebes
Helsdingenia hebes är en spindelart som först beskrevs av George Hazelwood Locket och Anthony Russell-Smith 1980.  Helsdingenia hebes ingår i släktet Helsdingenia och familjen täckvävarspindlar. Inga underarter finns listade i Catalogue of Life.